# Vorticidade

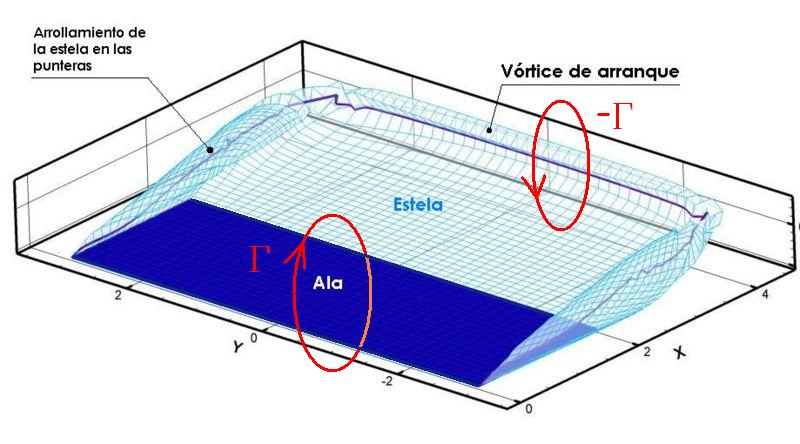
A figura mostra como se conserva a vorticidade se não há viscosidade: se inicialmente era nula, qualquer variação encontra em algum lado sua variação oposta.

A vorticidade é uma grandeza física  empregada em mecânica de fluidos e no mundo meteorológico para quantificar a rotação das partículas de um fluido em movimento.

## Escoamento Rotacionais e Irrotacionais
Um escoamento é dito irrotacional se o vetor vorticidade é nulo em todo o escoamento. Pelo teorema de Stokes:
{\displaystyle {\boldsymbol {\Gamma }}=\oint _{C}{\vec {u}}.{\vec {dl}}=\int _{S}({\boldsymbol {\nabla }}\times {u}).{\vec {n}}dS=0}
Portanto para um escoamento irrotacional, a circulação é zero ao longo de uma curva fechada. 
Se a vorticidade em um ponto de um campo de escoamento é diferente de zero, a partícula de fluido que ocupa aquele ponto no espaço está girando e o escoamento naquela região é chamado de rotacional. Da mesma forma, se a vorticidade em uma região é igual a zero (ou tão pequena ao ponto de ser desprezada), as partículas fluidas dessa região não estão girando e o escoamento é irrotacional. 

## Introdução: O Campo de Vorticidade
Matematicamente a vorticidade é o campo vetorial definido pelo rotacional do campo de movimento. O rotacional de um campo vetorial qualquer é dado pela aplicação do operador {\displaystyle {\boldsymbol {\nabla }}}  (nabla) ao campo vetorial sob forma de produto vetorial, ou seja, {\displaystyle {\boldsymbol {\nabla }}\times {\vec {F}}}. No caso do campo vetorial ser um campo de velocidade em um escoamento, esta medida indica a rotação existente no escoamento e é chamada de vorticidade. A vorticidade é igual ao dobro da velocidade angular de uma partícula de fluido giratória e é dada por:
{\displaystyle {\boldsymbol {\omega }}={\boldsymbol {\nabla }}\times {\vec {v}}}                                    equação [1]
{\displaystyle {\boldsymbol {\nabla }}\times {\vec {v}}={\begin{Bmatrix}{\vec {i}}&{\vec {j}}&{\vec {k}}\\{\partial  \over \partial _{x}}&{\partial  \over \partial _{y}}&{\partial  \over \partial _{z}}\\u&v&w\end{Bmatrix}}}       equação [2]
Se o escoamento for bidimensional no plano xy, a componente z da velocidade (w) é zero, e nem u nem v variam com z. Assim, a vorticidade reduz-se a:
{\displaystyle {\boldsymbol {\nabla }}\times {\vec {v}}={\begin{Bmatrix}{\partial _{v} \over \partial _{x}}-{\partial _{u} \over \partial _{y}}\end{Bmatrix}}{\vec {k}}}                    equação [3]
Observa-se que, se um escoamento é bidimensional no plano xy, o vetor vorticidade deve apontar na direção z ou -z. 
A rotação dos elementos de fluidos está associada a esteiras, camadas limite, escoamento através de turbomaquinário (ventiladores, turbinas, compressores, etc.) e escoamento com transferência de calor. A vorticidade de um elemento de fluido não pode variar, exceto através da ação da viscosidade, aquecimento não uniforme (gradientes de temperatura) ou outros fenômenos não uniformes. Assim, se um escoamento se origina em uma região irrotacional, ele permanece irrotacional até que algum processo não uniforme o altere. 

### A Origem da Vorticidade e sua Importância
A presença de vorticidade em um fluido sempre implica a rotação das partículas fluidas, acompanhada ou não de alguma deformação transversal. Em um fluido real sua existência está intimamente ligada às tensões tangenciais.
A equação que permite estudar a cinética deste campo (chamada equação de transporte de vorticidade) se obtém tomando o rotacional a ambos os lados da equação de Navier-Stokes e expressando a derivada local em termos da derivada substancial.
{\displaystyle {D{\boldsymbol {\omega }} \over Dt}={\boldsymbol {\omega }}\cdot {\boldsymbol {\nabla }}u+\nu \nabla ^{2}{\boldsymbol {\omega }}}             equação [4]
Para o escoamento em duas dimensões o {\displaystyle {\boldsymbol {\omega }}} só possui componente fora do plano de escoamento, assim: {\displaystyle {\boldsymbol {\omega }}\cdot {\boldsymbol {\nabla }}u=0}, então:
{\displaystyle {D{\boldsymbol {\omega }} \over Dt}=\nu \nabla ^{2}{\boldsymbol {\omega }}}                                 equação [5]
A vorticidade se origina fundamentalmente nos contornos sólidos devido a que os fluidos não são capazes de deslizar sobre eles, e logo se propaga ao interior do fluido seguindo a lei de variação descrita pela Equação 4. O primeiro termo corresponde à variação de vorticidade por deformação das linhas dos deslocamentos do vórtice. Este fenômeno ocorre tanto em fluidos viscosos como não viscosos, entretanto embargo é um fato notável que quando o fluido é não viscoso (ideal) esta é a única forma na qual a vorticidade pode variar. Tal como demonstrou William Thomson (Lorde Kelvin) em um de seus teoremas, esta variação ocorre sempre de maneira que o fluxo de vorticidade associado a uma superfície aberta que se move com o fluido permanece constante, o qual também implica que a variação da circulação Γ da velocidade ao longo do contorno dessa mesma superfície seja nula:
{\displaystyle {\frac {\mathrm {d} \Gamma }{\mathrm {d} t}}=0}                                       equação [6]
Circulação é uma medida "macroscópia" da rotação num fluido. É definida como a integral de linha do vetor velocidade tangente em cada pontos a uma determinada curva fechada. Portanto, circulação mede a rotação numa área.
Para encontrar-se uma explicação simples a este mecanismo de variação de vorticidade imaginemos que no interior de um fluido não viscoso se tenha formado de alguma maneira uma região de vórtice em forma de tubo com seção variável em sua longitude. Como dentro dele não existe difusão viscosa o fluxo de vorticidade associado a qualquer superfície transversal é idêntico e constante, portanto ao variar-se a seção deve haver uma variação na intensidade da vorticidade.
O segundo termo da Equação 4, que o diferencia do primeiro só é avaliável em fluidos viscosos, corresponde à variação de vorticidade por difusão viscosa e tem analogia (similar a uma equação diferencial) com o fenômeno de condução de calor em sólidos. Devido a este fenômeno, partículas que não tem vorticidade a adquirem de partículas vizinhas que a tenham, produzindo-se uma difusão de vorticidade até o interior do fluido.
Um exemplo simples que evidencia este fenômeno é o de um recipiente cilíndrico cheio de fluido que parte do repouso e de repente começa a girar sobre seu eixo a uma velocidade angular constante. Qualquer pessoa pode intuir que o fluido que originalmente permanecia imóvel começará a girar junto com o recipiente. Primeiro o fará no contorno, mas ao fim de um determinado tempo todo o fluido se encontrará rotando como se fosse uma massa sólida dentro do recipiente. O que ocorre no primeiro instante do experimento é justamente uma geração de vorticidade devido à aparição de um gradiente de velocidade transversal. Ou seja: de repente as partículas do contorno se acham girando com o recipiente devido a sua aderência, enquanto suas vizinhas ainda permanecem imóveis. O que ocorre a continuação é uma progressiva difusão viscosa que perdura até alcançar o estado de regime; quando todo o fluido alcança a mesma velocidade angular e portanto a distribuição de vorticidade é constante.
Se repetirmos exatamente o mesmo experimento mas com fluidos menos viscosos notaríamos um tempo de transição mais longo, enquanto que para fluidos mais viscosos tempos mais curtos; o que é um indicador de que a viscosidade está relacionada com a velocidade de difusão de vorticidade. Este mesmo mecanismo de geração de vorticidade é o responsável da geração das camadas circundantes ao redor dos corpos sólidos. O processo de formação destas regiões é similar, ainda que nelas se pode encontrar gradientes de pressões que modificam seu desenvolvimento.
O exemplo anterior deixa como primeiro conceito que a viscosidade é a capacidade que tem as partículas para contagiar sua vorticidade e que dependendo dela o fluido estará em maior ou menor medida dominado pela vorticidade. Entretanto o campo de movimento de um fluido também está caracterizado por outros fatores: a escala do sistema (seu comprimento característico), sua velocidade característica, e sua densidade. O efeito de escala é um indicador de que o tamanho de um corpo é um dos parâmetros determinantes do campo de movimento. Se pode-se dispor dos dois modelos de um mesmo contorno sólido, mas de diferente escala, e se faz circular através deles um mesmo fluido à mesma velocidade, a vorticidade não terá porque difundir-se igualmente em ambos os casos, pelo que a forma e/ou intensidade das regiões vorticosas não serão necessariamente idênticas. Se pretende-se ter movimentos similares se deverá fazer circular pelo corpo maior um fluido menos denso, ou a menor velocidade, o de maior viscosidade.
Um exemplo simples sobre o efeito de escala é a circulação de fluido tangente a um plano sólido, onde se conclui que o desenvolvimento da camada circundante depende do comprimento.
A densidade, por seu lado, é um fator que intervém dinamicamente, porque ao variar a massa de uma partícula fluida varia sua resposta ante as ações que se exercem sobre ela.
Desde este ponto de vista mais amplo é evidente que o nível de difusão de vorticidade está estreitamente ligado ao número de Reynolds do fluido.
Com uma expressão matemática muito simples o número de Reynolds permite distinguir e comparar o movimento dos fluidos. Isto se deve a que reúne as características fundamentais do movimento: a escala de espaço e tempo, a massa e as ações internas. Em termos gerais se pode dizer que quando este número diminui os fenômenos associados à viscosidade ganham preponderância, e portanto se pode esperar regiões vorticosas mais extensas. Pelo contrário, quando se incrementa, os fenômenos viscosos se debilitam em relação aos não viscosos, e portanto é de se esperar regiões vorticosas mais compactas.

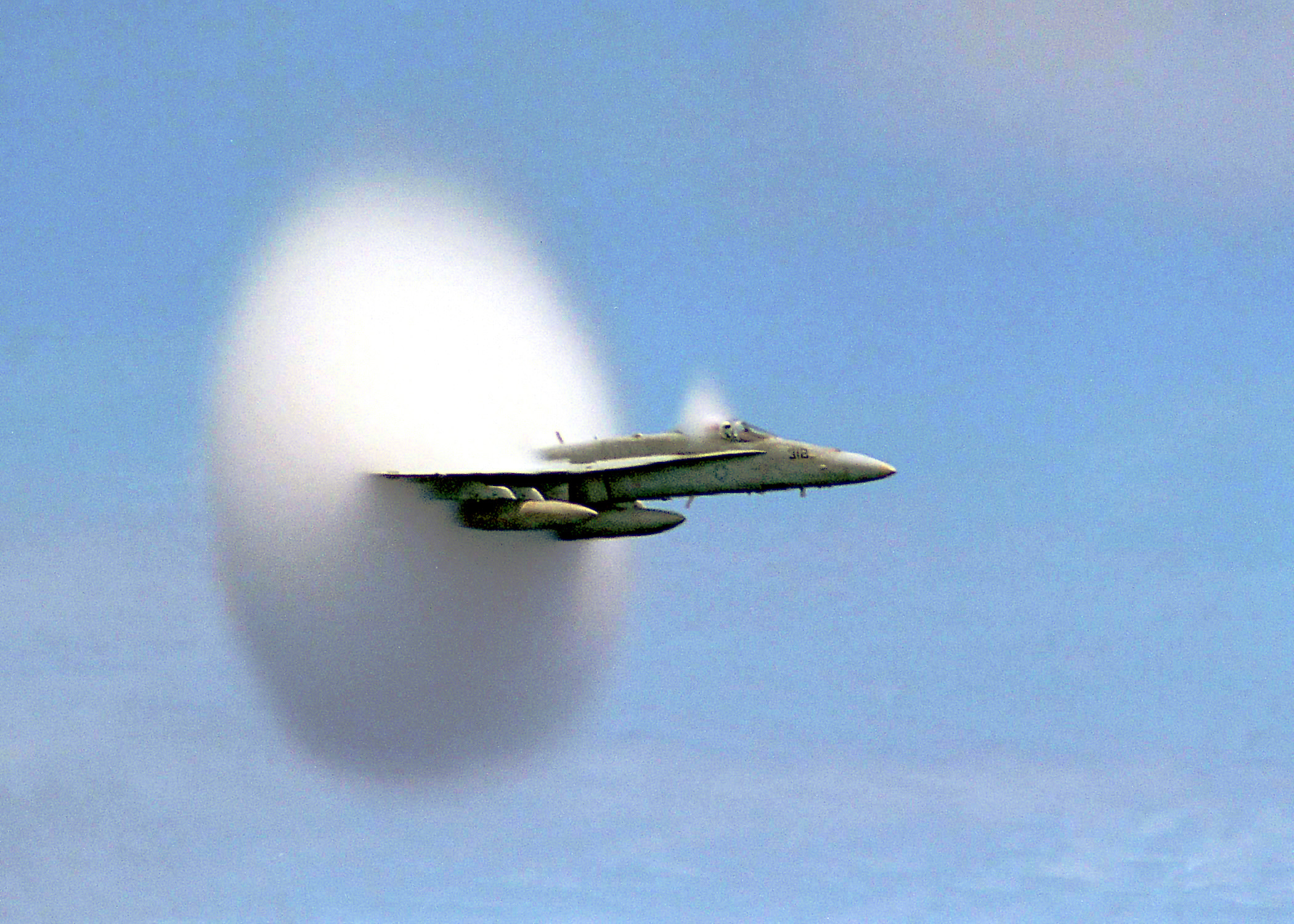
F/A-18 e a nuvem devida à singularidade de Prandtl-Glauert.

### A Vorticidade em Fluidos Não Viscosos
Nos fluidos ideais (não viscosos e incompressíveis) a vorticidade adquire fundamental importância. Apesar de que neles a ausência de viscocidade impede a difusão de vorticidade, é possível encontrar regiões singulares extremamente compactas onde a vorticidade é infinitamente intensa. Exemplos destas regiões são os vórtices e as lâminas vorticosas.
Estas regiones singulares são empregadas em numerosos estudos de aerodinâmica, como por exemplo o dos perfis alares Zhukovsky, e o método de Prandtl–Glauert. 
A forma de um perfil alar é o fator de maior influência em sua eficiência aerodinâmica, uma vez, que a geometria determina a sustentação e o arrasto gerado pelo perfil. Para a determinação da eficiência geral de uma asa é necessário que seja feito um estudo de todos os perfis alares que compõem o aerofólio bem como a disposição destes.
Singularidade de Prandtl-Glauert é um fenômeno que ocorre, sob determinadas condições atmosféricas, no instante em que há uma queda súbita da pressão do ar, e que pode ser observado na forma de uma nuvem de condensação cônica, quando um avião voa próximo da velocidade do som, conquanto ainda haja controvérsia sobre a causa do fenômeno. Trata-se de um exemplo de singularidade matemática na aerodinâmica.

### A Vorticidade e o Campo de Movimento
Para fluidos estritamente incompressíveis, sendo viscosos ou não viscosos, existe uma relação muito estreita entre a vorticidade e o campo de movimento definida pela equação integral de Tompson-Wu. Esta relação tem um grande valor já que permite avaliar o campo de movimento a partir do campo de vorticidade, que é nulo na maior parte do domínio.

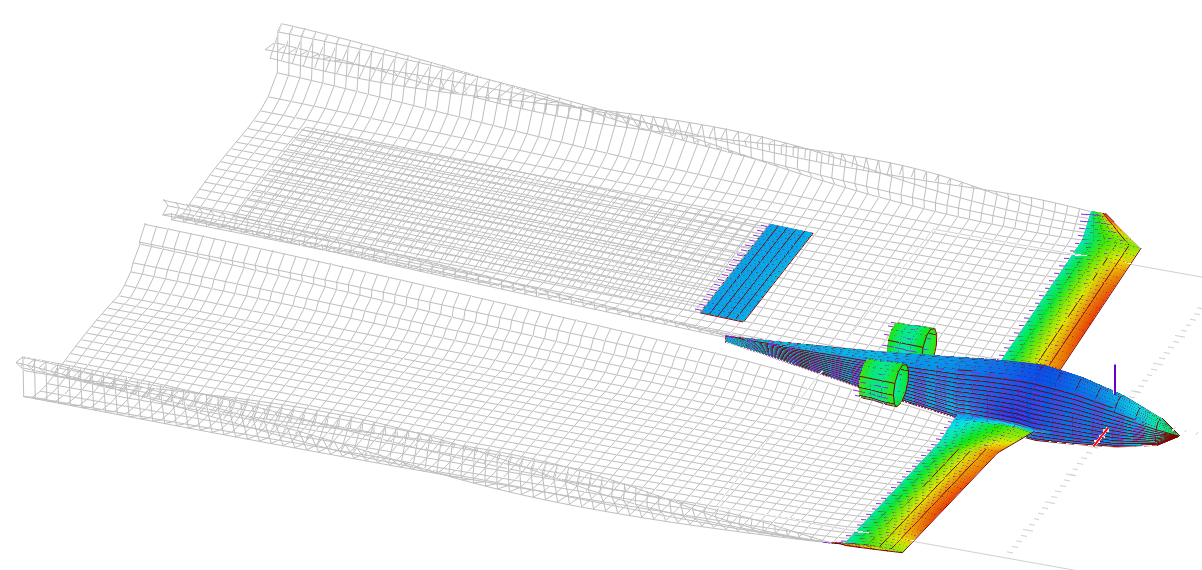
Simulação de uma aeronave usando Open VOGEL, um framework open source para simulações aerodinâmicas baseado no UVLM

A equação de Tomson-Wu aplicada a segmentos de vórtice em fluidos não viscosos adquire a forma da equação de Biot e Savart (lei de Biot–Savart).
Estas duas equações são empregadas em diversos métodos aerodinâmicos como por exemplo o "método inestacionário da rede de vórtices".
O método de rede Vortex é um método numérico usado em dinâmica de fluidos computacional , principalmente nos estágios iniciais de projeto de aeronaves e na educação aerodinâmica em nível universitário. O VLM modela as superfícies de levantamento, como uma asa , de uma aeronave como uma folha infinitamente fina de vórtices discretos para calcular a sustentação e o arrasto induzido . A influência da espessura e da viscosidade é desprezada. Ao simular o campo de fluxo, pode-se extrair a distribuição de pressão ou, como no caso do VLM, a distribuição de força, em torno do corpo simulado. Esse conhecimento é então usado para calcular os coeficientes aerodinâmicos e seus derivados que são importantes para avaliar as qualidades de manuseio da aeronave na fase de projeto conceitual. Com uma estimativa inicial da distribuição de pressão na asa, os projetistas estruturais podem começar a projetar as peças de suporte de carga das asas, nadadeira e cauda e outras superfícies de levantamento. Além disso, embora o VLM não possa calcular o arrasto viscoso, o arrasto induzido decorrente da produção de sustentação pode ser estimado. Portanto, como o arrasto deve ser equilibrado com o empuxo na configuração de cruzeiro, o grupo de propulsão também pode obter dados importantes da simulação de VLM.

## A Vorticidade na Meteorologia
Em meteorologia se trata de vorticidade (ζ) para indicar a rotação do ar atmosférico. Se diz que a vorticidade é ciclônica ou anticiclônica e depende do hemisfério de referência:
- No Hemisfério Norte:

Quando ζ > 0, temos circulação ciclônica (anti-horário)
Quando ζ < 0, temos circulação anticiclônica (horário)
- No Hemisfério Sul:

Quando ζ > 0, temos circulação anticiclônica (anti-horário)
Quando ζ < 0, temos circulaçãociclônica (horário)

A vorticidade é um campo muito útil para o prognóstico do tempo pois está associada à produção de nebulosidade: no hemisfério norte, por exemplo, os campos de vorticidade positiva são nebulosos enquanto que os de vorticidade negativa estão associados a céus limpos. Isto se deve a que a vorticidade positiva está associada com zonas de baixa pressão enquanto que a negativa com zonas de alta pressão. Por regra geral, a alta pressão produz divergência do ar e céus limpos, enquanto que a baixa pressão produz convergência e ascensão do ar o que resulta em nebulosidade.

A velocidade do fluido é nula no centro (chamado "olho do furacão") que é relativamente calma. Devido a diferença de pressão, o ar é "aspirado" das partes externas para a região central.

### Vórtice de Rankine
O  vórtice Rankine é um fluxo circular em um fluido viscoso (com simetria radial) em que uma região circular interna sobre a origem está em rotação sólida, enquanto a região externa está livre de vorticidade, sendo a velocidade inversamente proporcional à distância da origem. Este modelo de fluxo é utilizado para a distribuição do vento em um furacão e um tornado.  A velocidade tangencial do vórtice de Rankine com a circulação {\displaystyle {\Gamma }} e o raio {\displaystyle {R}} é:
{\displaystyle u_{\theta }(r)={\begin{cases}{\frac {\Gamma }{2\Pi R^{2}}}&r\leq R\\{\frac {\Gamma }{2\Pi r}}&r>R\\\end{cases}}}                    equação [7]
Como exemplo, cita-se o ciclone Catarina que atingiu a região sul do Brasil. No pico de sua intensidade em que ventos de 160 km/h foram alcançados. Ventos fortes circulam em volta de uma região central calma de baixa pressão, chamada de olho do ciclone. Em um furacão, os ventos aumentam em intensidade do centro do ciclone até atingir seu máximo (acima de 100 km/h) na "parede" do olho, localizada a uns 15-30 km do centro e diminuem para raios maiores (até 150 km).

### Linhas e Tubos de Vórtices
Linhas de correntes são uteis como indicadores da direção instantânea do movimento do fluido em todo o campo de escoamento. Por exemplo, as regiões de escoamento de recirculação e de separação de um fluido de uma parede sólida são facilmente identificadas pelo padrão das linhas de correntes. Pode-se definir uma linha de vórtice como sendo uma linha tangente a Vorticidade {\displaystyle {\boldsymbol {\omega }}} em todos os pontos num dado instante. Sua equação pode ser obtida por: 
{\displaystyle {\frac {\mathrm {d} l}{\mathrm {d} s}}=\omega }                                                  equação [8] 
Para a rotação de corpo rígido {\displaystyle {\vec {v}}=\omega r{\vec {\theta }}} as linhas de correntes são círculos de raio r, então as linhas de vórtices são linhas paralelas ao eixo Oz. 
Tubo de vorticidade é um tubo cuja superfície longitudinal é formada por linhas de vorticidade. Então, não há fluxo de vorticidade através e através da superfície de um tubo de vorticidade. Um tubo de vorticidade com área de seção reta infinitesimal é chamado de filamento de vorticidade.
O mecanismo para formação do tubo de vórtices se dá devido a viscosidade, onde a velocidade diminui nas bordas do jato saindo da abertura, o que gera um movimento de rotação.  Não podem existir nem fontes e nem sumidouros de vorticidade no fluido. Isto é, linhas de vorticidade devem formar “loops” fechados ou terminar nas fronteiras do fluido (ex: anéis de fumaça, vórtice de pia, tornado).